# Bareilly
Bareilly là một thành phố và là nơi đặt hội đồng thành phố (municipal corporation) của quận Bareilly thuộc bang Uttar Pradesh, Ấn Độ.

## Địa lý
Bareilly có vị trí 28°21′B 79°25′Đ / 28,35°B 79,42°Đ Nó có độ cao trung bình là 166 mét (544 foot).

## Nhân khẩu
Theo điều tra dân số năm 2001 của Ấn Độ, Bareilly có dân số 699.839 người. Phái nam chiếm 53% tổng số dân và phái nữ chiếm 47%. Bareilly có tỷ lệ 54% biết đọc biết viết, thấp hơn tỷ lệ trung bình toàn quốc là 59,5%: tỷ lệ cho phái nam là 58%, và tỷ lệ cho phái nữ là 49%. Tại Bareilly, 15% dân số nhỏ hơn 6 tuổi.